# Дава Шавалієв
Дава Шавалієв (калм. Дава Шавалин, 1884 р., урочище Хеечі, Янга-Еркетенівський аймак, Адик-Ікіцохурівській улус (нині Яшкульський район Калмикія), Астраханська губернія, Російська імперія — 1959 р., Калмицька АРСР, РРФСР) —  калмицький рапсод, сказитель калмицького епосу «Джангар», джангарчі, калмицький письменник.

## Біографія
Народився в 1884 році в бідній калмицькій сім'ї. Хлопчик часто слухав народні сказання, які співав йому його батько. У 12 років Дава Шавалієв вже знав напам'ять кілька пісень калмицького епосу «Джангар». У зрілі роки Дава Шавалієв знав і виконував всі пісні «Джангара».
У 1938 році був запрошений в  Москву для участі в заходах з підготовки святкування п'ятсотліття калмицького епосу «Джангар». Дава Шавалієв кілька разів виконував пісні «Джанагара» перед московською публікою.
У 1939 році неграмотного Даву Шавалієва як знавця народного калмицького фольклору взяли в Союз письменників СРСР. У цьому ж році він відвідав Москву, де зустрівся з письменником О. О. Фадєєвим і художником В. А. Фаворським, який збирав ілюстрований матеріал для видання епосу «Джангар».
У 1940 році на ювілейному конкурсі виконавців-джангарчі Дава Шавалієв посів друге місце після Мукебюна Басангова.
Помер в 1959 році у віці 75 років.

## Творчість
Публікував окремі вірші в місцевих калмицьких періодичних виданнях. Більшість довоєнних віршів Дави Шавалієва були загублені. До нашого часу збереглося кілька звукових записів пісень Дави Шавалієва.
Його творчість характеризується додаванням деяких нових елементів у вже відомі і записані пісні калмицького епосу. Дава Шавалієв не належав до епічної школи Еелян Овла, яка дотримувалася вже усталеного канону епосу «Джанагар». У 1939 році етнограф А. В. Бурдуков записав з його вуст чотири пісні «Джанагара», які були зміненими варіантами з репертуару джангарчі Еелян Овла: «Про одруження богатиря Хонгора», «Про битву джангарових богатирів з Мангна-ханом», «Про Аля-Монхля» і «Про крадіжку скакуна Аранзала».
Взимку 1940 року від Дави Шавалієва були також записані дві пісні "Пісня про поєдинок Джанагара і його богатирів з мангасовим воїном Монхуля, сином Керміна, який володіє гарним жовто-строкатим конем ", об'ємом 310 віршованих рядків і «Пісня про те, як ворожий богатир Аля-Монхля викрав Аранзала-Зерде», об'ємом 558 віршованих рядків. Ці пісні під назвами «Війна Кермена з Монхулою» і «Як вкрали Аранзала» були опубліковані в журналі «Улан Туг» («Червоний Прапор») (№ 7, 1940 рік).
У 1957 році калмицький письменник Балакаєв Олексій будучи три дня в гостях у Дави Шавалієва, записав з його вуст калмицькі благобажання (йөрәл), які були опубліковані в 1960 році калмицькою мовою і в 1964 році — російською мовою.

## Твори
- Дава Шавалієв, благі побажання джангарчі, Еліста, Калміздат, 1960 р. (калмицькою мовою);
- Дава Шавалієв, благі побажання, Переклад А. Миколаєва, Еліста, Калміздат 1964 року